# Sebastian Prödl
Sebastian Prödl, né le 21 juin 1987 à Graz en Autriche, est un footballeur international autrichien évoluant au poste de défenseur central.

## Biographie

### En club
Le 1er juin 2015 est annoncé le transfert de Sebastian Prödl au Watford FC, où il s'engage librement et pour un contrat de cinq ans.
Le 4 février 2020 Prödl rejoint l'Udinese Calcio, avec qui il signe un contrat courant jusqu'en juin 2021. Arrivé au club avec un problème au genou, il est annoncé comme une recrue pour la saison suivante, mais finalement le défenseur autrichien ne joue aucun match pour l'Udinese, se contentant de quelques apparitions sur le banc sans jamais entrer en jeu. Il quitte le club à expiration de son contrat, en juin 2021.

### En sélection
Sebastian Prödl honore sa première sélection avec l'équipe nationale d'Autriche le 30 mai 2007, lors d'un match amical contre l'Écosse. Il entre en jeu en fin de match à la place de Martin Hiden et son équipe s'incline par un but à zéro.

## Palmarès
- Werder Brême
  - Vainqueur de la Coupe d'Allemagne en 2009.
  - Finaliste de la Coupe de l'UEFA 2009.